# Jugo de verduras

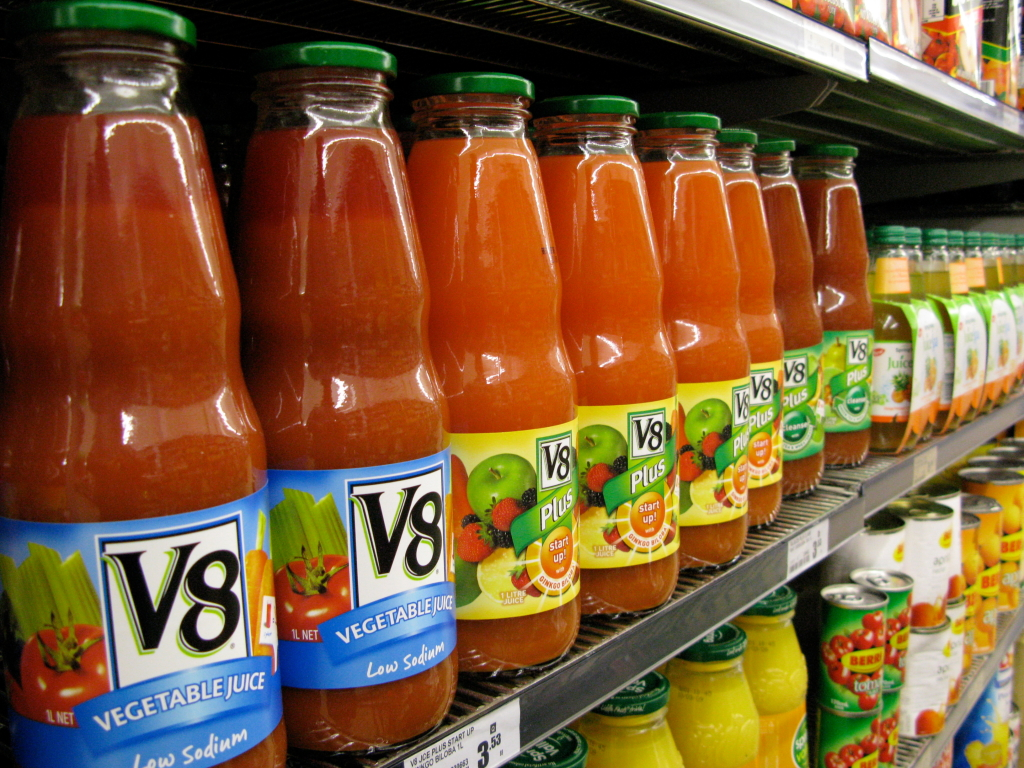
Vitrina con diferentes sabores de jugo de verduras.

El jugo de verduras o zumo de verduras es una bebida popular en muchas partes del mundo. El jugo de verduras es una alternativa a los jugos de frutas y por regla general más sano, siempre que no contenga azúcar añadido. La mayoría de los jugos de verduras de las marcas comerciales contienen grandes cantidades de sodio.
Los jugos de verdura o vegetales son conocidos por brindar diversos beneficios al organismo, entre los cuales se encuentran:
- Aumentar la energía durante el día
- Fomentar la pérdida de peso
- Eliminar toxinas del cuerpo
- Fortalecer la piel, el pelo y las uñas
- Mejorar el sistema inmunológico y reducir la probabilidad de sufrir enfermedades crónicas
- Mejorar los patrones de sueño
- Mejorar el rendimiento deportivo
- Ayudar a construir músculo (que requiere algo más que solo proteína)

La variedad de los mismos suele ser virtualmente infinita, ya que las combinaciones que pueden lograrse están limitadas solamente por el gusto del consumidor. De esta forma podemos encontrar sabores tan variados como el melón, la menta, el pepino y hasta el ají. A la hora de crear jugos propios, se deberán tener en cuenta dos aspectos principales: el vegetal base a utilizar (como por ejemplo la zanahoria) y los opcionales, que ayudarán a darle sabor y colorido a nuestro jugo.